# غارفيلد سميث
غارفيلد سميث (بالإنجليزية: Garfield Smith)‏ مواليد 18 نوفمبر 1945 في كامبلسفيل، هو لاعب كرة سلة أمريكي سابق وحمل الرقم 33 و42. يبلغ طوله 6 قدم 9 بوصة (2.1 م). مثّل منتخب بلاده.

## فرق لعب لها
- بوسطن سيلتكس

## روابط خارجية
- غارفيلد سميث على موقع الاتحاد الدولي لكرة السلة (الإنجليزية)
- غارفيلد سميث على موقع إن بي أي (الإنجليزية)
- غارفيلد سميث على موقع سبورتس رفرنس (الإنجليزية)
- غارفيلد سميث على موقع كلية كرة السلة في سبورتس رفرنس.كوم (الإنجليزية)
- غارفيلد سميث على موقع ريلجم (الإنجليزية)
- غارفيلد سميث على موقع بروبوليرز (الإنجليزية)